# Wojownik (film 2001)
Wojownik (ang. The Warrior) – brytyjski dramat filmowy z 2001 roku w reżyserii Asifa Kapadii, nakręcony w ramach międzynarodowej koprodukcji. Wielokrotnie nagradzany debiut fabularny tego reżysera, zrealizowany w języku hindi w Indiach.
Film drogi opowiadający historię wojownika w feudalnym Radżastanie. Po kolejnej rzezi w spalonej wiosce odrzuca on od siebie miecz, którym zabijał i rozpoczyna wędrówkę z Radżastanu przez pustynię Thar ku Himalajom. W roli tytułowej wystąpił Irrfan Khan.
Przy przyznawaniu nagród BAFTA obraz uznano za najlepszy brytyjski film roku. Był również oficjalnym brytyjskim kandydatem do Oscara dla najlepszego filmu nieanglojęzycznego; odrzucono go jednak ze względu na dialogi w języku hindi, a nie w którymś z języków używanych w Wielkiej Brytanii.

## Fabuła
Radżastan. Lafcadia, owdowiały ojciec dziesięcioletniego Katiby pracuje u radźpuckiego księcia. Ściąga dla niego podatki. Z kamienną twarzą słucha błagań o litość chłopa, któremu brak monsunowych deszczów uniemożliwił zbiory. Na rozkaz księcia ścina mu głowę. Wkrótce jednak, gdy w kolejnej wiosce podnosi miecz, by zadać śmierć dziewczynce, na jej szyi zauważa talizman swego synka. Katiba podarował jej go niedawno na znak przyjaźni. Ramię Lafcadii opada nie zadawszy śmierci. Wstrząśnięty wymawia służbę swojemu księciu. Nie chce już być jego wojownikiem. Modląc się przed kapliczką broń swoją oddaje Bogu. Za swoją przemianę przyjdzie mu drogo zapłacić. Książę wysyła za nim jego byłych towarzyszy. Palą jego chatę, zabijają synka. Zrozpaczony Lafcadia wyrusza przez pustynię Thar ku górom. W drodze spotyka chłopca Riaza osieroconego za sprawa wojowników mieczem służących księciu.

## Motywy i tematy
- motyw wiary w Boga i modlitwy
- motyw przemiany duchowej i odrzucenia przemocy (też w Hey Ram, Dharm, Dev, Aśoka Wielki)
- motyw drogi (też w Road)
- motyw Radżastanu i wędrówki przez pustynię (Thar) (też w Road)
- motyw braterstwa (dzieci)
- motyw przyjaźni wojownika z chłopcem (ersatz relacji ojciec- syn)
- motyw śniegu (też w Fanaa, Yahaan)
- motyw gór (Himalaje) (też w Paap)

## Obsada
- Irrfan Khan – wojownik Lafcadia
- Puru Chibber – Katiba, syn wojownika
- Aino Annuddin – Biswas
- Manoj Mishra – wojownik
- Nanhe Khan – wojownik
- Chander Singh – wojownik
- Hemant Maahaor – wojownik
- Mandakini Goswami – Rabia
- Sunita Sharma – dziewczyna
- Shauket Baig – urzędnik
- Gori Shanker – naczelnik wioski Tarang
- Prabhuram – kowal
- Wagaram – syn kowala
- Ajai Rohilla – woźnica
- Noor Mani – złodziej Riaz

## Wybrane nagrody i nominacje
Nagroda BAFTA
- Nagroda im. Alexandra Kordy dla najlepszego brytyjskiego filmu
- Nagroda im. Carla Foremana za najlepszy debiut reżyserski
  - nominacja za najlepszy film nieanglojęzyczny

Europejska Nagroda Filmowa
- nominacja do Europejskiej Nagrody Filmowej dla odkrycia roku

MFF w San Sebastián
- nagroda za najlepsze zdjęcia – Roman Osin
  - udział w konkursie głównym o nagrodę Złotej Muszli

MFF Camerimage
- nominacja do Złotej Żaby za najlepsze zdjęcia – Roman Osin[4]